# Djävulens mur

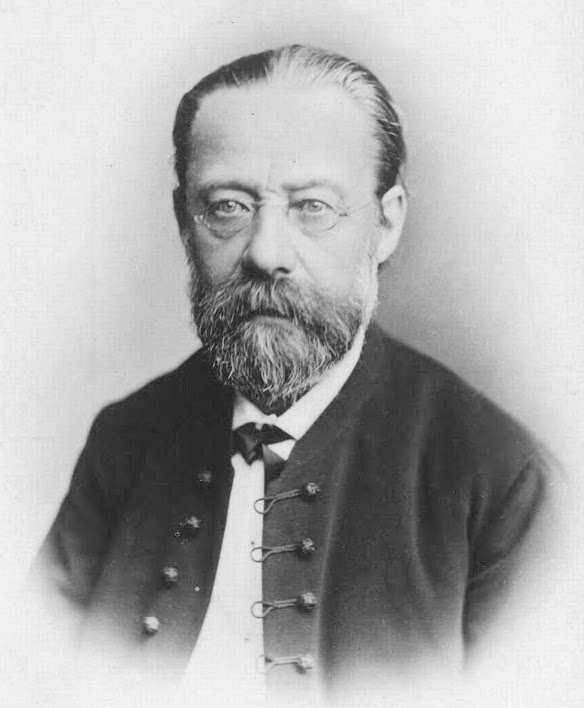
Bedřich Smetana

Djävulens mur (tjeckiska: Čertova stěna) är en komisk opera i tre akter med musik av Bedřich Smetana och libretto av Eliška Krásnohorská.

## Historia
Operatiteln syftar på en klippformation i floden Vltava, vilken gav upphov till många legender om djävulen och som blev skådeplatsen för operans sista akt. Djävulen (Rarach) återfinns i operan men i likhet med de flesta tjeckiska historier är han huvudsakligen en komisk figur. Trots dessa inslag och den medeltida historien uppvisar Smetanas sista opera likheter med tidigare libretton av Krásnohorská i det att den manliga huvudrollen söker efter livslång kärlek. 
Krásnohorská gjorde stora försök att efterkomma Smetanas krav på en komisk opera. Men Krásnohorskás talang gjorde sig bättre vad gällde lyrik och känslor än komik. Smetanas egen dåliga hälsa (fysisk och mental) gjorde att han mest lät sig inspireras av den ensamme Vok. Smetana arbetade på operan från september 1879 till juni 1882. Den hade premiär den 29 oktober 1882 på Nové České Divadlo (Nya tjeckiska teatern) i Prag. 

## Personer
- Vok Vítkovic (baryton)
- Záviš (kontraalt)
- Jarek, riddare i Voks tjänst (tenor)
- Rarach, djävulen (bas)
- Hedvika, grevinnan Šauenburka (sopran)
- Michálek, hovmästare på slottet Rožmberk (tenor)
- Katuška, hans dotter (sopran)
- Beneš, en ermit (bas)

## Handling
Akt I
Vok Vítkovic är fortfarande ungkarl då hans ungdoms kärlek gifte sig med en annan. Alla försök att gå honom gift har misslyckats till stor sorg för Voks vän Jarek som har lovat att inte gifta sig före Vok. Voks hovmästare, Michálek, önskar se honom gift med sin dotter Katuška (Jareks fästmö). Voks onde rådgivare Beneš önskar att inget händer då det skulle gynna klostret där han strävar att bli abbot.
Akt II
En dag kommer Hedvika. Hon är dotter till Voks gamla kärlek som nu har dött och som sin sista önskan ville att Vok skulle ta hand om henne. Hedvika är en spegelbild av sin mor, men Vok vågar inte uppvakta henne. Beneš ser Hedvika som ett hot mot sina planer och övertalar Vok att bli munk. Men Vok tillägger att han ska gifta sig med den flicka som av kärlek till honom vågar bege sig till klostret.
Akt III
Djävulen Harrach och hans hantlangare bygger en damm över Vltava ("Djävulens mur") för att dränka klostret och Vok. Hedvika ger sig över muren för att uppmana byborna till strid men på samma gång väcker hon Voks kärlek till henne. Beneš ångrar sig och strider mot Harrach. Han förbannar muren som störtar samman. Vok och Hedvika gifter sig.